# 668

668(육백육십팔)은 667보다 크고 669보다 작은 자연수다.

## 수학
- 합성수로, 그 약수는 1, 2, 4, 167, 334, 668이다. 진약수의 합은 508이므로, 668은 부족수다.
- 54번째 불가촉수다. 앞의 불가촉수는 658, 다음은 670이다.

## 과학·기술
- NGC 668(영어판): 안드로메다자리 방향에 있는 나선은하.
- 668 도라(영어판): 소행성.
- ISO 668(영어판): 컨테이너의 사양 관련 표준.
- 코스모스 668호(영어판): 소련의 인공위성.

## 교통
- 현도 제668호선

## 군사
- U-668(영어판, 독일어판): 제2차 세계 대전에 사용된 나치 독일의 군용 잠수함.

## 문화유산
- 대한민국의 보물 제668호: 권응수 장군 유물

## 기타
- 연도: 668년, 기원전 668년